# جانی مرسر
جانی مرسر (انگلیسی: Johnny Mercer؛ زاده ۱۸ نوامبر ۱۹۰۹ – درگذشته ۲۵ ژوئن ۱۹۷۶) یک ترانه‌سرا و خواننده اهل ایالات متحده آمریکا بود. وی بین سال‌های ۱۹۳۰ تا ۱۹۷۶ میلادی فعالیت می‌کرد. مرسر همچنین بنیانگذار کپیتال رکوردز بود.

## جوایز اسکار
وی ۱۸ بار نامزد دریافت جایزه اسکار بهترین ترانه شد که ۴ بار موفق به دریافت این جایزه شد:
- ۱۹۴۶: "On the Atchison, Topeka and the Santa Fe" (موسیقی اثر هری وارن) برای The Harvey Girls
- ۱۹۵۱: "In the Cool, Cool, Cool of the Evening" (موسیقی اثر هوگی کارمایکل) برای Here Comes the Groom
- ۱۹۶۱: "مون ریور" (موسیقی اثر هنری مانچینی) برای صبحانه در تیفانی
- ۱۹۶۲: "Days of Wine and Roses" (موسیقی اثر هنری مانچینی) برای روزگار شراب و گل‌های سرخ